# Dennis Störl
Dennis Störl (* 3. Oktober 1979) ist ein ehemaliger deutscher Skispringer.
Dennis Störl startete für den WSV Johanngeorgenstadt. 1995 stellte er mit 83 Metern den Schanzenrekord auf der dortigen Erzgebirgsschanze auf. Erste nennenswerte Erfolge erreichte er in der Saison 1999/2000 im Skisprung-Continental-Cup. In der Gesamtwertung der Saison wurde Störl hinter Dirk Else und Georg Späth Dritter. Im Sommer 2000 debütierte er in Hakuba beim Sommer-Grand-Prix und wurde in seinem ersten Springen 16. Sein erstes Winterspringen absolvierte er beim Neujahrsspringen der Vierschanzentournee 2000/01, wo er 45. wurde. Zwei weitere Einsätze folgten im Februar in Willingen. Bei beiden Springen qualifizierte er sich für den Finaldurchgang und wurde im ersten Springen überraschend Elfter und gewann im zweiten Springen als 30. nochmals einen Weltcup-Punkt. In der Gesamtwertung wurde er mit 25 Punkten 59.